# Качан Іван Тихонович
Іван Качан (25 жовтня 1929, с. Оліно, Ямпільський район, Глухівський округ, нині – Сумська область — 16 травня 2006) — український педагог, викладач, ректор Глухівського педагогічного інституту (1971-1980).

## Життєпис
Народився 25 жовтня 1929 в с. Оліно Ямпільського району Глухівського округу (нині – Сумська область), у постійній зоні окупації большевицької Московії.
Після закінчення 1939 Олінської початкової школи продовжив навчання в Грем’яцькій семирічній школі (село Грем’ячка Ямпільського району Сумської області), яку через Другу світову війну зміг закінчити лише 1946.
Далі здобував освіту у Воздвиженському сільськогосподарському технікумі (с. Воздвиженське Ямпільського району Сумської області). 
Упродовж 1949–1951 працював агрономом у колгоспі ім. Леніна Ямпільського району Сумської області. 
З 1950 по 1953 перебував на військовій службі, а потім до 1967 зробив кар'єру в окупаційних органах комуністичної влади  через участь у ідеологічних молодіжних мережах КПСС на Сумщині. 
Із 1963 по 1966 перебував в аспірантурі при кафедрі наукового комунізму Академії суспільних наук при ЦК КПРС.
1959 заочно закінчив історичний факультет Харківського державного університету, а 1966 р. захистив кандидатську дисертацію з історії КПРС. 
У березні 1967 Сумським обласним комітетом КПУ був направлений на посаду завідувача кафедри Глухівського державного педагогічного інституту.  
Упродовж 1971–1980 років – ректор Глухівського педагогічного інституту. 1980 1996 р.р. - ректор Сумського педінституту.